# Высокуша (Вологодская область)
Высокуша — упразднённая деревня в Сокольском районе Вологодской области.
Входила в состав Двиницкого сельского поселения, с точки зрения административно-территориального деления — в Двиницкий сельсовет.
Расстояние по автодороге до районного центра Сокола — 56,5 км, до центра муниципального образования Чекшина — 18,5 км.
По данным переписи в 2002 году постоянного населения не было.
Упразднена 21 марта 2021 года.